# Plutarco
Plutarco (in greco antico: Πλούταρχος?, Plútarchos, pronuncia: [ˈpluːtarxos]; Cheronea, 46 circa – Delfi, 125/127) è stato uno storico, sacerdote e filosofo greco antico, vissuto sotto l'Impero romano: ebbe anche la cittadinanza romana, con il nome Lucio Mestrio Plutarco, e ricoprì incarichi amministrativi.
Studiò ad Atene e fu fortemente influenzato dalla filosofia di Platone. La sua opera più famosa è costituita dalle Vite parallele, biografie dei più famosi personaggi della classicità greco-romana, oltre ai Moralia, opera di carattere etico e scientifico, influenzata anche dal fatto che nell'ultima parte della sua vita fu sacerdote al Santuario di Delfi.

## Biografia
La maggior parte delle notizie sulla vita di Plutarco, a parte qualche informazione tratta dal lessico Suda, deriva da riferimenti autobiografici presenti nelle sue opere.

### Origini familiari
Plutarco nacque a Cheronea, in Beozia, intorno al 46, si suppone da una famiglia ricca. Il padre, secondo alcuni, è identificabile con uno degli interlocutori del De sollertia animalium, un certo Autobulo, secondo altri con un tale Nicarco; tuttavia il filologo Wilamowitz e, con lui la maggior parte degli studiosi, ritengono che ogni ipotesi sia completamente indimostrabile. Si suppone, comunque, che tenesse molto alla formazione del figlio – il quale più volte ne cita i consigli – e che fosse abbastanza colto.
Plutarco ricordava con stima il fratello Lampria e il bisnonno Nicarco, vissuto ai tempi della guerra civile tra Ottaviano e Marco Antonio, da cui farà desumere le proprie fonti per il suo trattamento delle figure coinvoltevi.

### Studi e famiglia
Nel 60 si sarebbe stabilito ad Atene dove avrebbe frequentato il filosofo platonico Ammonio e ne sarebbe divenuto il più brillante discepolo. Studiò la retorica, la matematica e la filosofia platonica. Nel 66 ebbe modo di vedere, durante il suo viaggio greco, l'imperatore Nerone, verso il quale fu sostanzialmente benevolo, probabilmente poiché aveva esentato la Grecia dai tributi. Nello stesso periodo, si pensa abbia acquisito la cittadinanza ateniese e che sia entrato a far parte della tribù Leontide. Visitò poi Sparta, Tespie, Tanagra, Patre e Delfi. Tornato ad Atene, fu nominato arconte eponimo, sovrintendente all'edilizia e ambasciatore presso la provincia romana di Acaia. Istituì, inoltre, nella sua casa una specie di Accademia impostata sul modello ateniese.
Nel 70 sposò Timossena, una donna di Cheronea colta e di buona famiglia, il cui nome è stato ricavato da una nota occasionale di Plutarco stesso nella quale sostenne di aver chiamato la figlia come la madre. Da lei ebbe cinque figli, che sostenne di aver allevato personalmente: Soclaro e Cherone (che morirono in tenera età), Autobulo, Plutarco e Timossena, l'unica femmina (anche lei morta giovanissima, a due anni: si legga la lettera che Plutarco indirizzò alla moglie, per consolarla della perdita, contenuta nei Moralia). Si dice che Timossena fosse una donna forte e di grande virtù, molto legata al marito (lo affiancò, per esempio, nelle pratiche liturgiche che il suo ruolo di sacerdote del tempio di Delfi gli imponeva). Pare che abbia scritto un breve trattato sull'amore per il lusso, indirizzandolo all'amica Aristilla.

### Viaggi, cittadinanza romana, sacerdozio
Plutarco visitò poi l'Asia, tenne conferenze a Sardi e ad Efeso, fece frequenti viaggi in Italia e soggiornò anche a Roma, presso la corte imperiale. Eduard von Hartmann ritiene che visse a Roma tra il 72 e il 92. Certo è che non imparò mai bene il latino e che conobbe l'imperatore Vespasiano, come racconta nel De solertia animalium.
Tenne a Roma molte lezioni ed ebbe il sostegno delle autorità in quanto divenne presto un convinto sostenitore della politica estera romana. Durante questo soggiorno, gli venne concessa la cittadinanza romana e assunse quindi il nomen di Mestrio, in onore del suo amico Lucio Mestrio Floro. Successivamente, ebbe da Traiano la dignità consolare. A Roma conobbe il filosofo e retore Favorino di Arles.

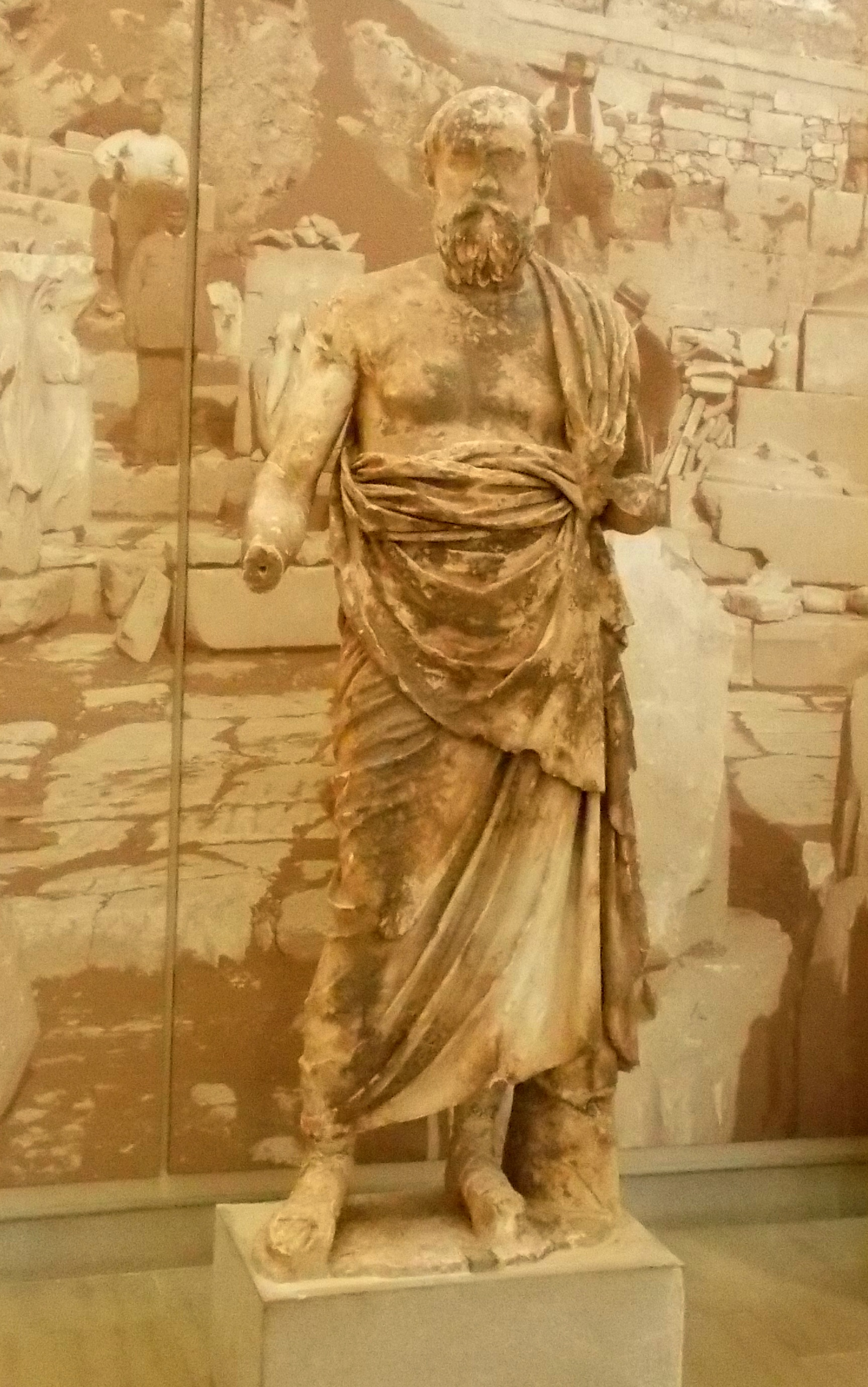
La cosiddetta statua del filosofo al Museo archeologico di Delfi. Inizialmente si pensava potesse rappresentare Plutarco, eletto sacerdote del tempio nel 117

Terminata l'esperienza romana, tornò a Cheronea, dove fu arconte eponimo, sovrintendente all'edilizia pubblica e telearco.
Intorno al 90 fu eletto sacerdote nel santuario di Apollo a Delfi e nel 117 l'imperatore Adriano gli conferì la carica di procuratore.
Eusebio racconta che morì forse nel 119, pur se molti indizi portano a date che vanno oltre il 120-125.

## Opere
Le opere di Plutarco vengono, per convenzione secolare, divise in due grandi blocchi: le Vite Parallele (Βίοι Παράλληλοι) e i Moralia (Ἠθικά).

### Vite parallele
Le Vite parallele (Βίοι Παράλληλοι) sono dedicate a Quinto Sosio Senecione, amico e confidente di Plutarco, al quale lo scrittore dedica anche altre opere e trattati.
Costituite da 23 coppie (una è andata perduta), alla biografia di un personaggio greco viene accostata, generalmente, quella di un romano, ad esempio Alessandro Magno e Giulio Cesare. L'originalità plutarchea sta proprio in questo accostamento, che dimostra sia come l'Ellade avesse prodotto valenti uomini d'azione e sia come i Romani non fossero tutti barbari. Le sue biografie contengono molte informazioni utili alla ricerca storiografica. 

Non distorce la realtà ma interpreta i fatti in base ai suoi interessi etici e alla sua impostazione morale. Tutto ciò emerge anche dal suo linguaggio; la sua narrazione risulta avvincente e lo stile s'impronta ai moduli della storiografia drammatica di età ellenistica, infatti pur se per il biografo i termini "tragico" e "teatrale" hanno valenza negativa, li utilizza nella presentazione di personaggi tragicamente atteggiati. La composizione delle Vite Parallele si colloca nella maturità di Plutarco, più o meno furono scritte dal 96 al 120 circa. Quasi tutte le biografie si chiudono con delle syncrìseis, o confronti, che tendono a trovare similitudini o divergenze. Alle coppie suddette si devono aggiungere 4 Vite singole, tramandateci dai manoscritti congiuntamente alle altre.
1. Epaminonda e Scipione l'Africano[11] (7)[12]
2. Teseo e Romolo (1)
3. Licurgo e Numa (2)
4. Temistocle e Camillo (3)
5. Solone e Publicola (4)
6. Pericle e Fabio Massimo (5)
7. Alcibiade e Marco Coriolano (6)
8. Focione e Catone l'Uticense (8)
9. Agide e Cleomene - Tiberio e Gaio Gracco (9-10)[13]
10. Timoleonte e Paolo Emilio (11)
11. Eumene e Sertorio (12)
12. Aristide e Catone Censore (13)
13. Pelopida e Marcello (14)
14. Lisandro e Silla (15)
15. Pirro e Mario (16)
16. Filopemene e Tito Flaminino (17)
17. Nicia e Crasso (18)
18. Cimone e Lucullo (19)
19. Dione e Bruto (20)
20. Agesilao e Pompeo (21)
21. Alessandro e Cesare (22)
22. Demostene e Cicerone (23)
23. Demetrio e Antonio (25)

Tra le biografie qui citate, possiamo affermare come l'accostamento più persuasivo e più insolito sia il parallelo di Demetrio e Antonio. Qui Plutarco mostra una variazione tra i tanti esempi di virtù da imitare, presentando loro come un modello negativo, dando la possibilità al lettore di conoscere il male e distinguerlo dal bene. In Demetrio e Antonio, il biografo di Cheronea vide due genii del male o almeno due esseri accecati dalla propria arroganza e dalla propria hybris: entrambi vissero sotto il segno di Dioniso, e, se con Demetrio siamo nell'epoca in cui la Grecia sta ellenizzando l'Occidente e l'Oriente ed egli è visto come un personaggio da teatro, che affronta la vita e la morte all'insegna della recitazione e dell'apparenza, Antonio è un personaggio molto più complesso, grande generale, amato come nessuno dai propri soldati, capace in guerra di qualsiasi rinuncia.
In un passo delle Familiarium rerum libri Francesco Petrarca sostiene che Plutarco mise a confronto Marco Terenzio Varrone con Platone e Aristotele, e Virgilio con Omero; tuttavia, di questi due scritti non si ha nessuna notizia, né greca, né bizantina, né latina. A parte ci sono pervenute vite singole, quali Arato e Artaserse (24), Galba (32) e Otone (32): queste ultime due facevano parte di una serie di vite singole di imperatori di cui abbiamo notizia nel Catalogo di Lampria e, in effetti, più che biografie singole, presuppongono narrazioni relative agli altri imperatori che ne fanno un ibrido tra biografia e annalistica. Ancora, frammenti e notizie di altre biografie ci portano a ricostruire che avesse scritto uno Scipione Africano (28), le vite dei gloriosi cittadini beotici Eracle (34), Esiodo (35), Pindaro (36), Cratete (37), Daifanto (38) e le vite a parte del messenio Aristomene (39) e del poeta Arato (40).
Il limite delle Vite plutarchee è, comunque, la mancanza di un'analisi rigorosa delle cause e degli effetti delle vicende, elementi caratterizzanti dell'opera dello storico.

### Moralia
Si tratta del gruppo più numeroso ed eterogeneo, una serie di trattati, di diversa impostazione letteraria, in cui l'autore spazia dalla filosofia alla storia, dalla religione alle scienze naturali, dall'arte alla critica letteraria. Il titolo Moralia deriva dal fatto che, nell'ordinamento complessivo delle opere fatto dal monaco Massimo Planude verso il 1302, i primi quindici scritti trattano di argomenti etico-filosofici.

## Influenza e fortuna di Plutarco
Plutarco fu uno degli scrittori più prolifici di tutta la Grecia antica, imitato, per le Vite, fin da pochi decenni dopo la sua morte, ad esempio da Aminziano, che scrisse sotto Marco Aurelio, peraltro allievo di Sesto, nipote del nostro scrittore.
Con l'avanzare del Medioevo cristiano e lo scisma d'Oriente che nel 1054 separò la chiesa greca da quella romana, l'opera di Plutarco, che scriveva in greco di etica, fu quasi dimenticata nell'occidente cristiano.
I suoi scritti cominciarono a riaffiorare nel XIV secolo, con la ripresa dei contatti tra intellettuali latini e orientali e furono tradotti in latino o in volgare tra il Quattrocento e l'inizio del Cinquecento con l'umanesimo.
Molte delle sue opere sono integre, di altre si hanno solo alcuni frammenti, e di molte si conosce solo il titolo. Plutarco intende scrivere le sue opere distaccandosi dal genere storiografico, infatti il suo obiettivo non era quello di occuparsi di imprese famose, di "far storia", quanto invece di delineare le vite, i comportamenti e il carattere dei suoi personaggi. Egli non si considera un teorico pensatore, ma si sente investito da questo ruolo, ritenendo esso più utile di qualsiasi precetto.
Le opere di Plutarco hanno influenzato famosi scrittori e autori teatrali, come Shakespeare, che nel suo Giulio Cesare riproduce fedelmente il testo plutarcheo dell'addio di Bruto agli amici, e Alfieri, che dalle opere del filosofo trasse le numerose notizie storiche per rivivere le vite di grandi personaggi ed eventi dell'antichità, ricavandone anche una morale anti-tirannica.
Per Jean-Jacques Rousseau le opere di Plutarco erano le letture preferite.

Plutarco fu per Michel de Montaigne un'inesauribile fonte di ispirazione per i suoi famosi Essais, nei quali vengono citate testualmente e commentate molto frequentemente le testimonianze riportate dal filosofo greco. Inserite in questo celebre quadro di indagine filosofica della condizione umana, compiuto dallo scrittore francese nel XVI secolo, le citazioni del Plutarco risaltano ancor più per quel carattere veridico, enciclopedico e velatamente scettico verso la conoscenza dello scibile che la tradizione gli ha sempre riservato.